# Condado de Inowrocław
Nota linguística: Não confundir hrabstwo (condado) com powiat (divisão administrativa)..
Inowrocław (polaco: powiat inowrocławski) é um powiat (condado) da Polónia, na voivodia de Cujávia-Pomerânia. A sede é a cidade de Inowrocław. Estende-se por uma área de 1224,94 km², com 165 969 habitantes, segundo os censos de 2005, com uma densidade 135,49 hab/km².

## Divisões admistrativas
O condado possui:
Comunas urbanas: Inowrocław
Comunas urbana-rurais: Gniewkowo, Janikowo, Kruszwica, Pakość
Comunas rurais: Dąbrowa Biskupia, Inowrocław, Rojewo, Złotniki Kujawskie
Cidades: Inowrocław, Gniewkowo, Janikowo, Kruszwica, Pakość

## Demografia
População (dados de 30 de Junho de 2005):
|          | Total   | Total | Mulheres | Mulheres | Homens  | Homens |
| -------- | ------- | ----- | -------- | -------- | ------- | ------ |
|          | pessoas | %     | pessoas  | %        | pessoas | %      |
| Total    | 165 969 | 100   | 85 481   | 51,5     | 80 488  | 48,5   |
| Cidades  | 109 081 | 100   | 57 118   | 52,4     | 51 963  | 47,6   |
| Povoados | 56 888  | 100   | 28 363   | 49,9     | 28 525  | 50,1   |